# Pozzo sacro di Predio Canopoli
Il pozzo sacro di Predio Canopoli è un monumento nuragico situato all'interno del centro storico di Perfugas, nella città metropolitana di Sassari, antistante la chiesa parrocchiale di Santa Maria degli Angeli.
Risalente al periodo del Bronzo medio, fu scoperto casualmente nel 1923, durante operazioni di ricerca d'acqua effettuati dall'allora proprietario del predio Domenico Canopoli, e scavato l'anno seguente dall'archeologo Antonio Taramelli. Questo monumento rappresenta uno degli esempi più raffinati di architettura connessa al culto delle acque.

## Descrizione
Le strutture murarie sono state realizzate in tecnica isodoma con conci di calcare perfettamente squadrati, estratti probabilmente dalle cave del vicino paese di Laerru. Secondo lo schema consueto al tipo di edificio, si compone di un atrio, una scala discendente e la camera del pozzo. 
L'atrio ha pianta rettangolare della larghezza di 270 cm e lunghezza di 188 cm, è dotato di pavimento lastricato e presenta in entrambe le pareti sedili in pietra lavorata. Al centro del vano è presente un ulteriore blocco di calcare lavorato, forse una mensa sacrificale, nel quale è stata ricavata una vaschetta ed una canaletta per il deflusso dei liquidi.
Sul fondo del vestibolo si accede alla stretta scala, composta da otto gradini, che conduce alla camera del pozzo, quest'ultima di pianta circolare e sezione troncoconica con un diametro di 170-160 cm ed un'altezza di 275 cm. La camera del pozzo, oggi svettata, probabilmente era in origine coperta a thòlos e con un'altezza stimabile in circa 4-4,5 metri.
Le pietre esterne al pozzo sacro presentano due bugne circolari in rilievo di incerto significato, destinate forse a facilitarne il trasporto o semplicemente con funzione ornamentale.
Il pozzo sacro fa parte di un complesso che comprende i resti di un recinto realizzato con grossi blocchi di trachite (themenos), edificato sulle rovine di un preesistente tempio a mégaron. Nelle immediate vicinanze sono inoltre presenti i resti di alcune capanne, con sovrapposizioni di abitazioni di età romana.

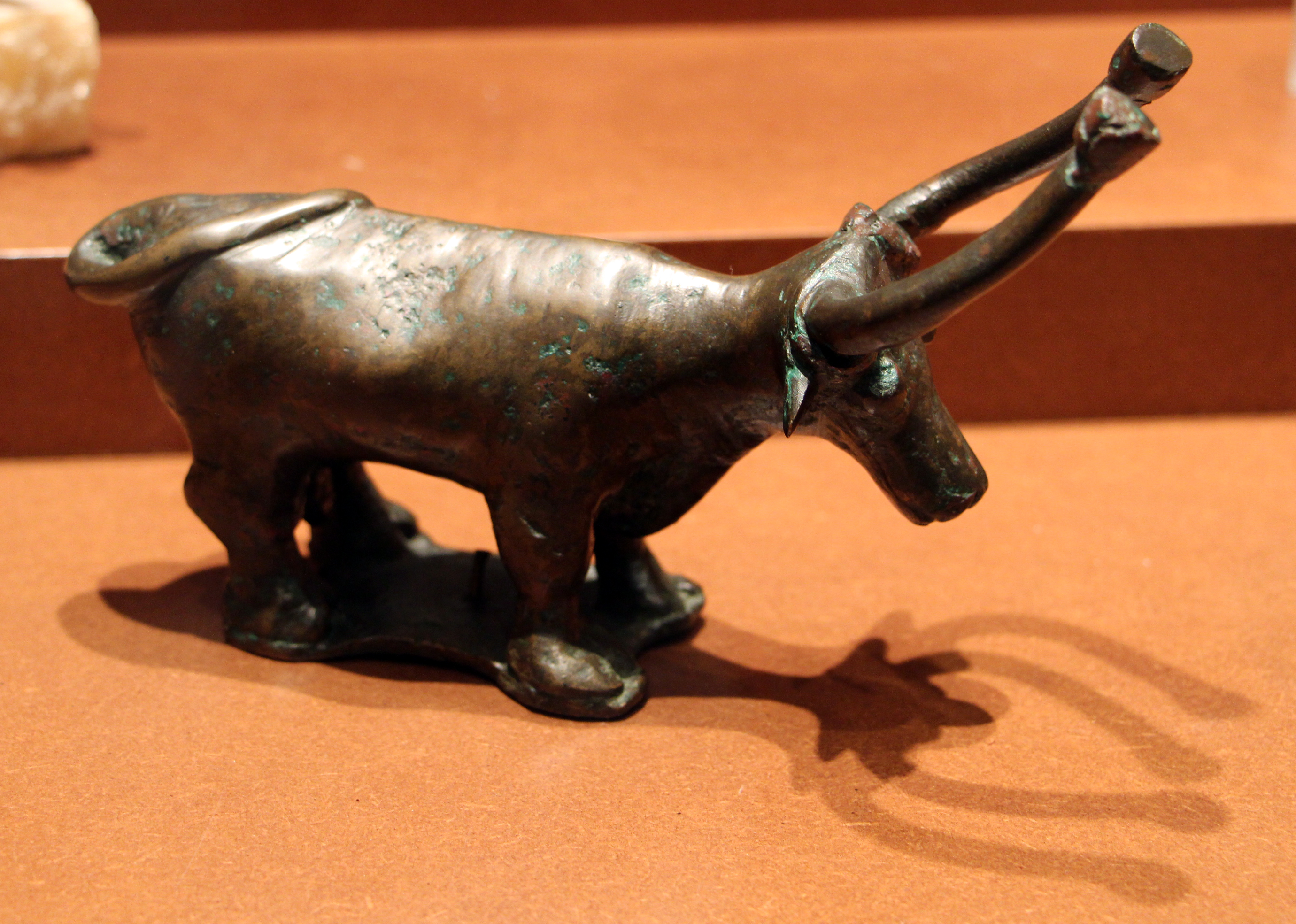
Bronzi nuragici, toro con lunghe corna, da Predio Canopoli

Negli scavi effettuati nel 1974 a cura dell'archeologo Giovanni Pitzalis, sono stati rinvenuti diversi oggetti di straordinario pregio e fattura fra i quali il famoso Toro, una statuina di toro in bronzo (VII-VI sec. a.C. ca.) conservata nel Museo archeologico ed etnografico di Sassari, ed un felino accosciato in osso, di manifattura fenicia (IX-VIII sec. a.C.).